# La spietata legge del ribelle
La spietata legge del ribelle (Michael Kohlhaas - Der Rebell) è un film del 1969 diretto da Volker Schlöndorff tratto dal racconto Michael Kohlhaas di Heinrich von Kleist.

## Trama
Un allevatore di cavalli subisce un sopruso e allora protesta contro un signorotto ma provoca una rivolta contadina: ne pagherà le conseguenze.

## Critica
«film storico ambizioso ma pieno di contraddizioni. Il regista ne dette la colpa alla Columbia che impose di girare in inglese con un cast internazionale.» *½ 